# De Distilleerketel
De Distilleerketel is een in 1986 herbouwde windmolen. Het is een stellingmolen en dus een bovenkruier. De stelling zit op 10 m hoogte. De molen staat in het Rotterdamse Delfshaven.
Op de baard van de molen staat "1727-1940 MULTUORUM CIVIUM OPERA RESURREXI AD MCMLXXXVI", hetgeen betekent "Ik ben herrezen door de hulp van vele burgers in 1986".

## Geschiedenis
De molen is gebouwd naast de plek waar de oorspronkelijk in 1727 gebouwde Distilleerketel stond. Deze in 1899 afgebrande molen werd herbouwd en in 1940 tijdens oorlogshandelingen in brand geschoten. Deze molen maalde mout tot moutschroot voor de distilleerderijen.

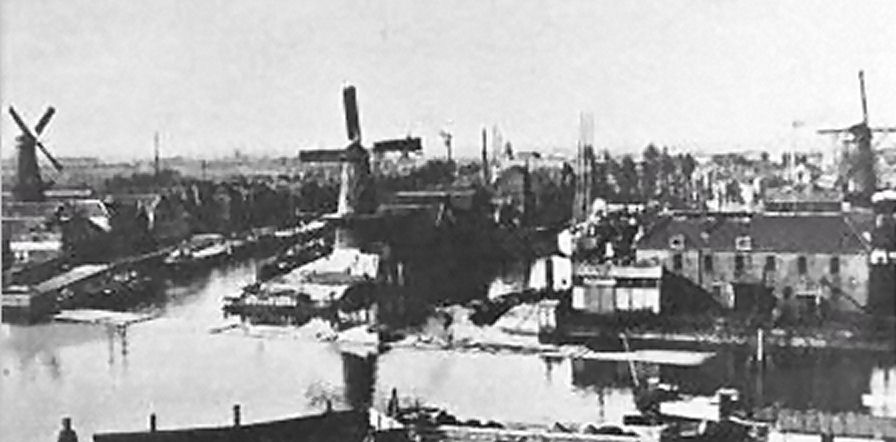
Foto uit 1910. Links: Het Vertrouwen; midden: De Distilleerketel; rechts: De Waakzaamheid

De kap van de molen is gepotdekseld en heeft een zogenaamd Engels kruiwerk. De kap wordt gedraaid met behulp van een kruihaspel.
Het besluit de molen te herbouwen kwam dusdanig laat dat herbouw op de oorspronkelijke plek onmogelijk was geworden vanwege de geplande bouw van een flat waar de stelling overheen zou komen te hangen. Bovendien was men al met de sloop van de oude molenromp begonnen. Door de Distilleerketel elf meter verderop te herbouwen, werd voorkomen dat de stelling boven de flat zou komen die naast de molen werd gebouwd. Bij de herbouw is de romp een meter hoger opgebouwd, waardoor de nieuwe molen slanker lijkt dan de oude.
De uit 1985 afkomstige bovenas is van gietijzer. De as wordt gesmeerd met reuzel en de kammen (tanden) op de tandwielen met bijenwas. De vang, waarmee het wiekenkruis wordt afgeremd, is een met een wipstok bediende Vlaamse vang.
De molen beschikte tot 2007 over de klassieke wiekvoering, met zeil en zeilrail oudhollandse tuigage; tegenwoordig zitten op de binnenroede fokwieken volgens het systeem Fauël, in combinatie met remkleppen.
Vlucht van de molen is op de buitenroede 27,50 meter.
De molen heeft twee koppel maalstenen en wordt gebruikt voor het malen van graan voor consumptie.

## Overbrengingen
- De overbrengingsverhouding is van de ene maalstoel 1 : 6,64 en van de andere 1 : 5,99.
- Het bovenwiel heeft 60 kammen en het bovenrondsel 31 staven. De koningsspil draait hierdoor 1,935 keer sneller dan de bovenas.
- Het spoorwiel heeft 96 kammen. Het ene steenspilrondsel heeft 28 staven en het andere 31. Het ene steenspilrondsel draait hierdoor 3,43 keer sneller dan de koningsspil en 6,64 keer sneller dan de bovenas. Het andere steenspilrondsel draait hierdoor 3,10 keer sneller dan de koningsspil en 5,99 keer sneller dan de bovenas.

### Eigenaar
Stichting Volkskracht
De Molenwinkel van Delfshaven
Op 1 september 2018 is de Molenwinkel van Delfshaven geopend. In deze winkel worden er uiteenlopende meelproducten van de molen verkocht. Er wordt samengewerkt met de Schiedamse Molens; Molenwinkel de Walvisch en de productiemolen de Vrijheid. Er zijn ook koffie, thee & lekkernijen van Virginia's Kitchen verkrijgbaar. Voor de toeristen zijn er tevens souvenirs uit diverse streken van Nederland te koop. Verder is het op woensdag en zaterdag van 11:00 tot 18:00 geopend voor publiek. Er worden rondleidingen door de molen georganiseerd. Er is een goed uitzicht vanaf de stelling van De Distilleerketel over het Historisch Delfshaven en het moderne centrum van Rotterdam. De Molenwinkel van Delfshaven wordt gerund door Erwin Nederhoff & Virginia Gil.
Sinds begin 2021 is er een nieuwe molenaar actief die zijn maalbedrijf vestigt in de molen er worden producten gemalen voor bakkerijen en groothandels

## Fotogalerij

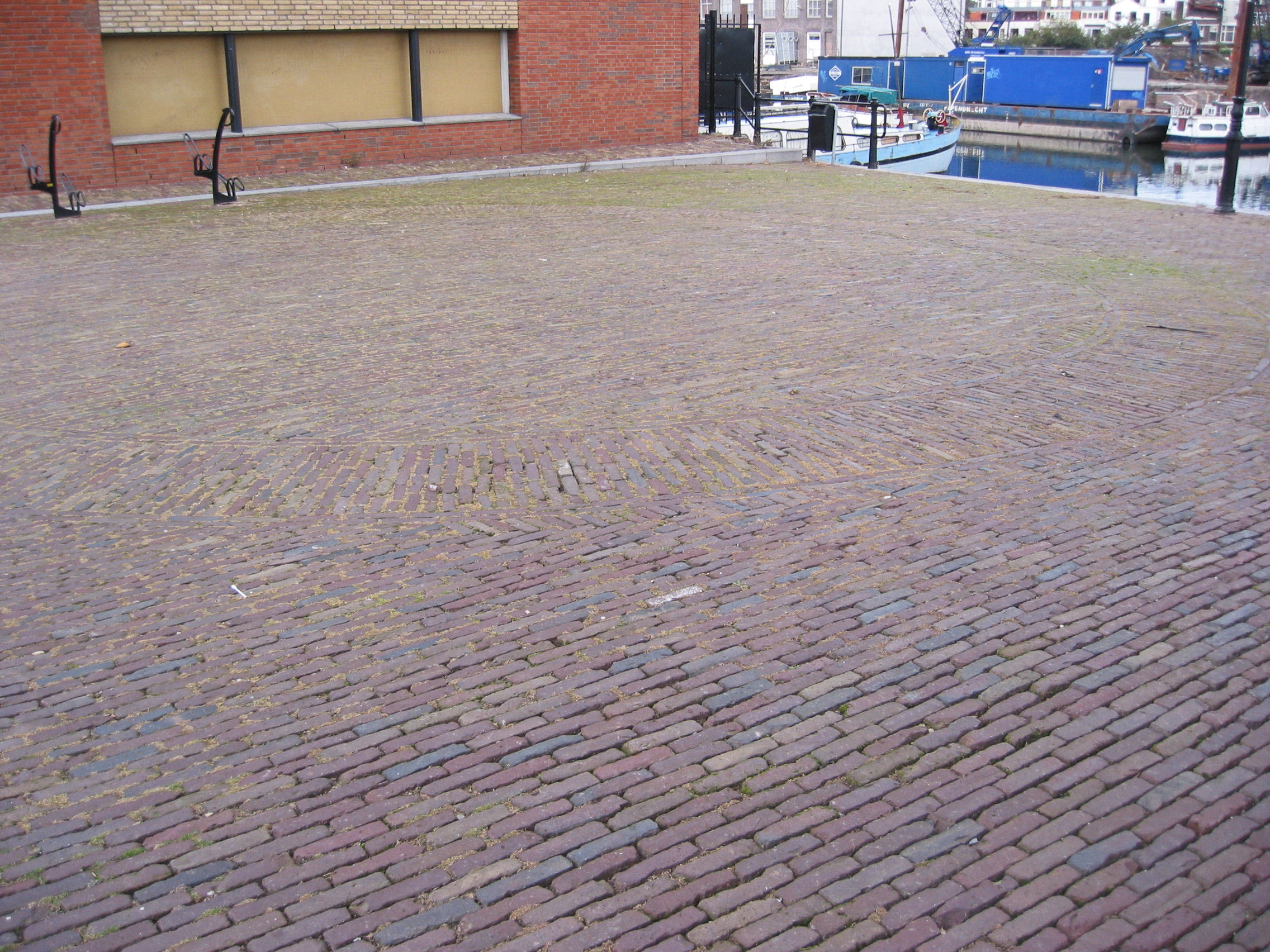
Oorspronkelijke plaats
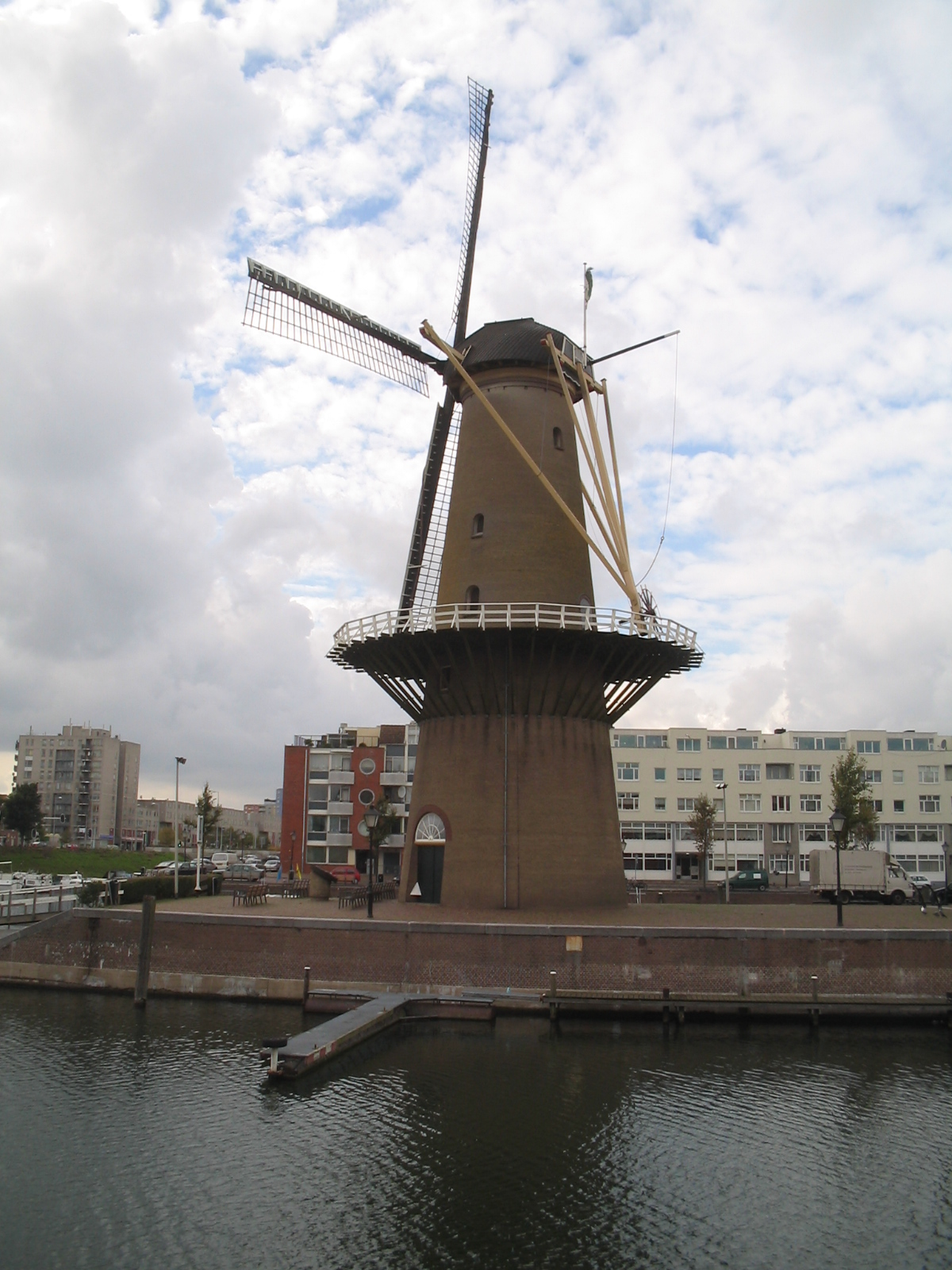
De molen met het Oudhollandse tuig (oktober 2005)
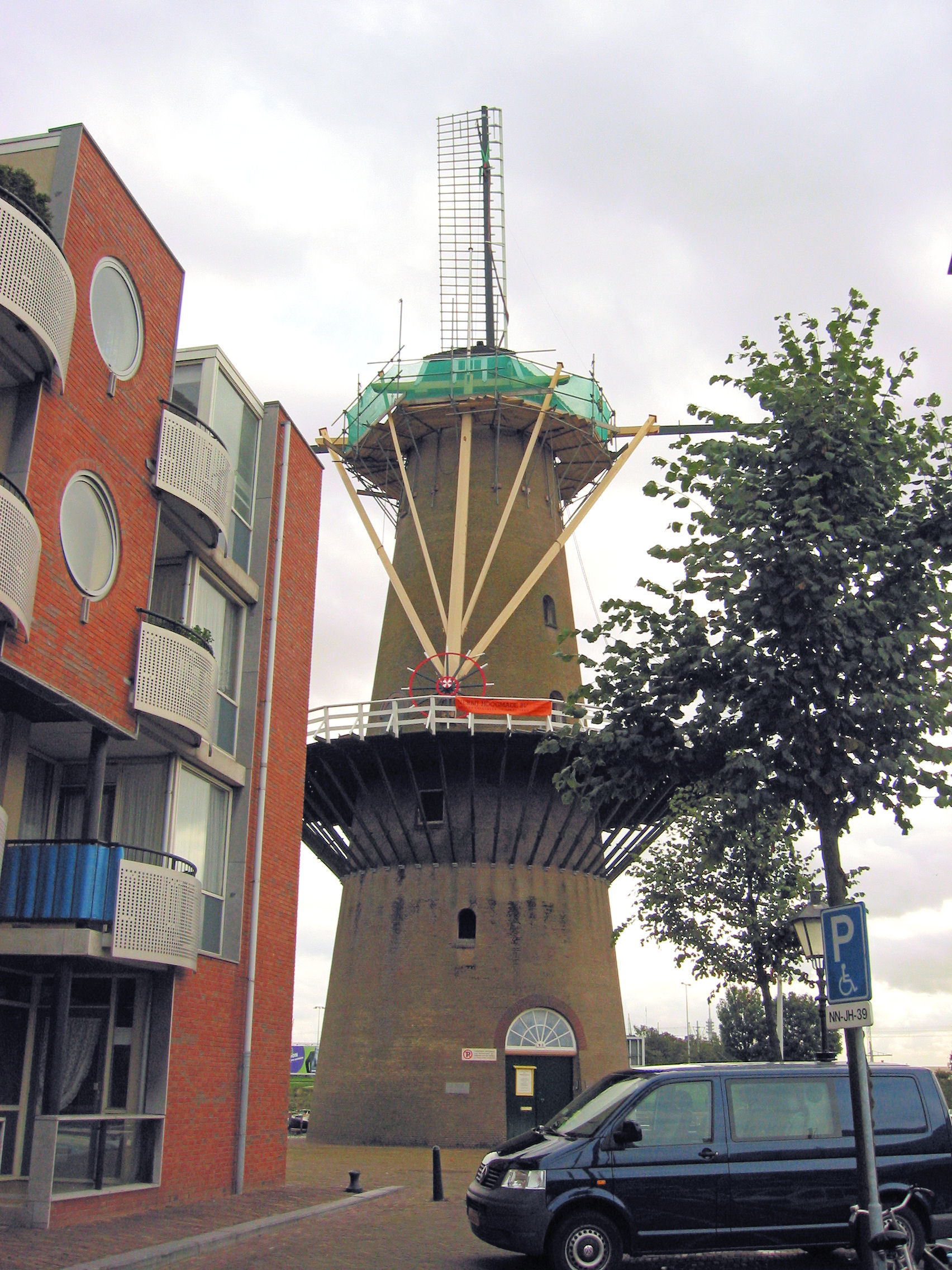
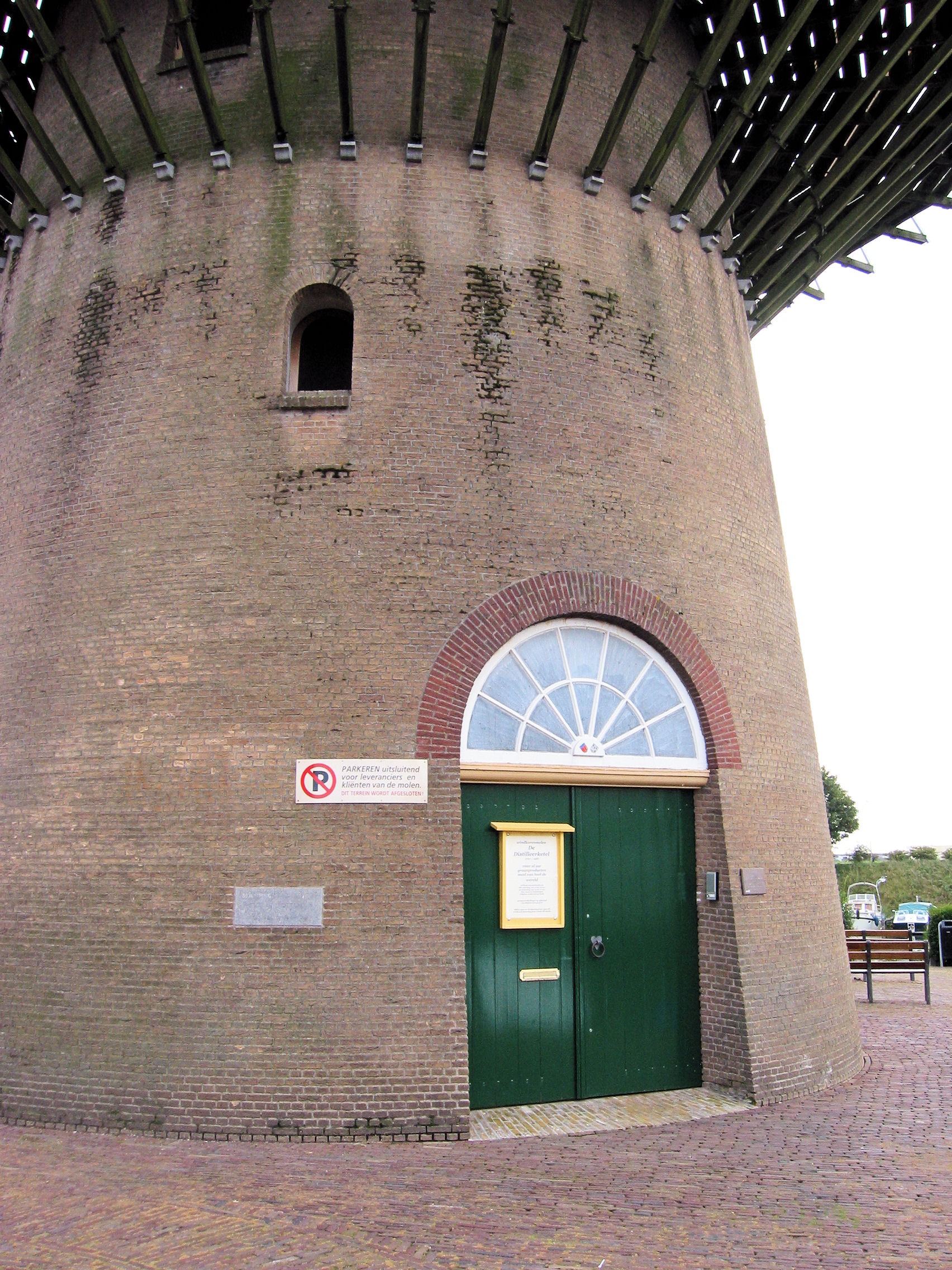
Ingang
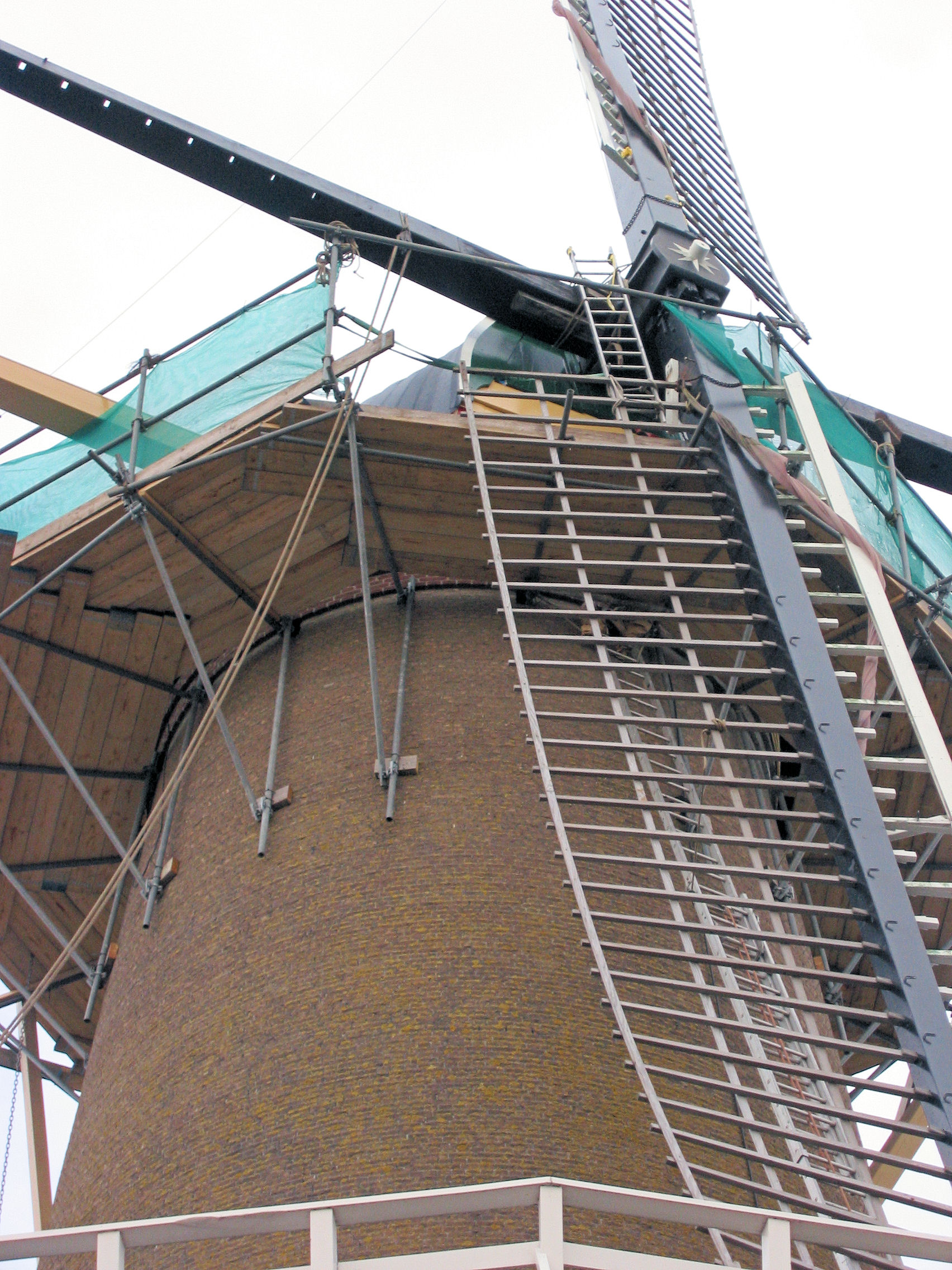
Wieken met zeilrail
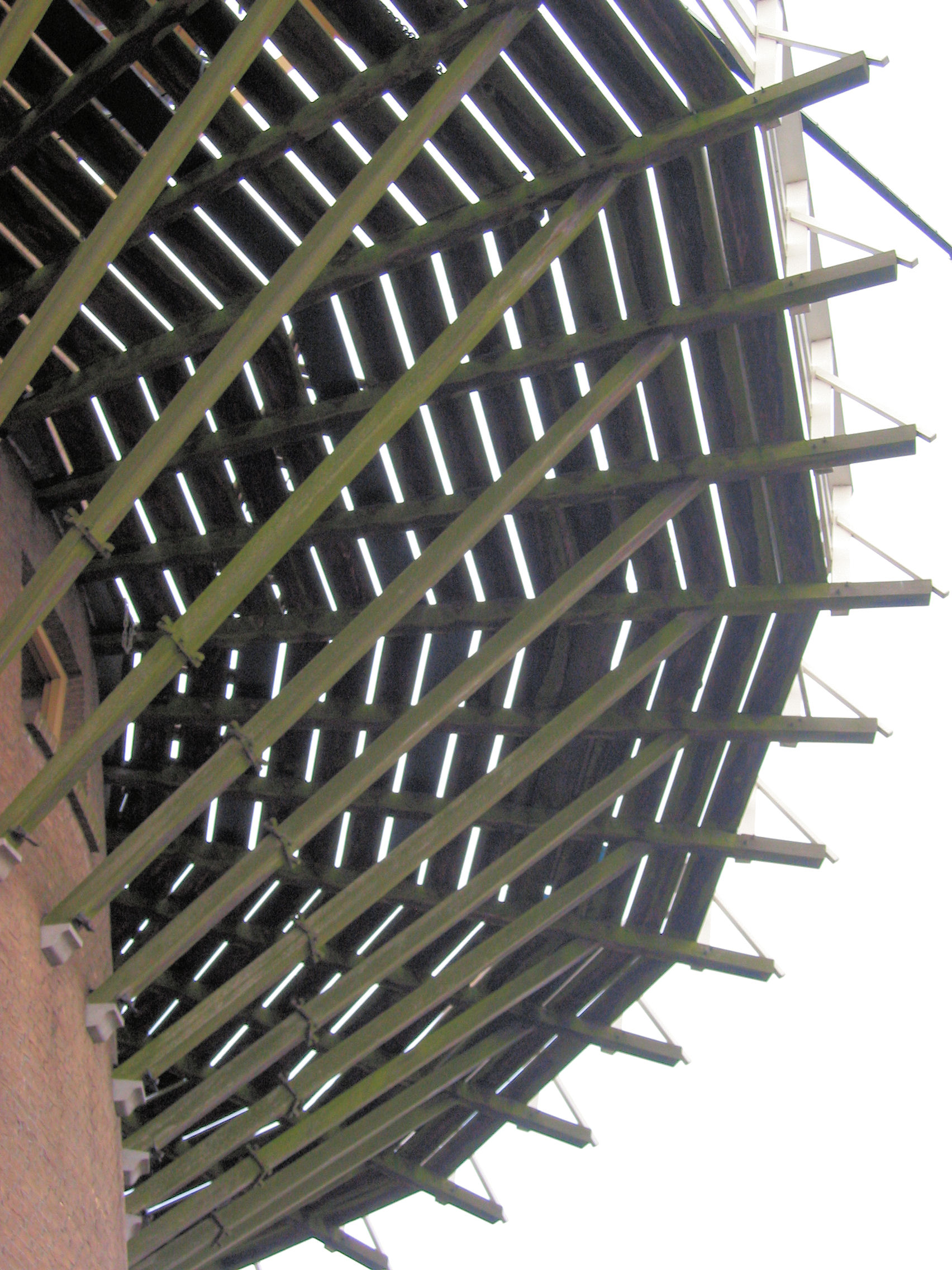
Stelling
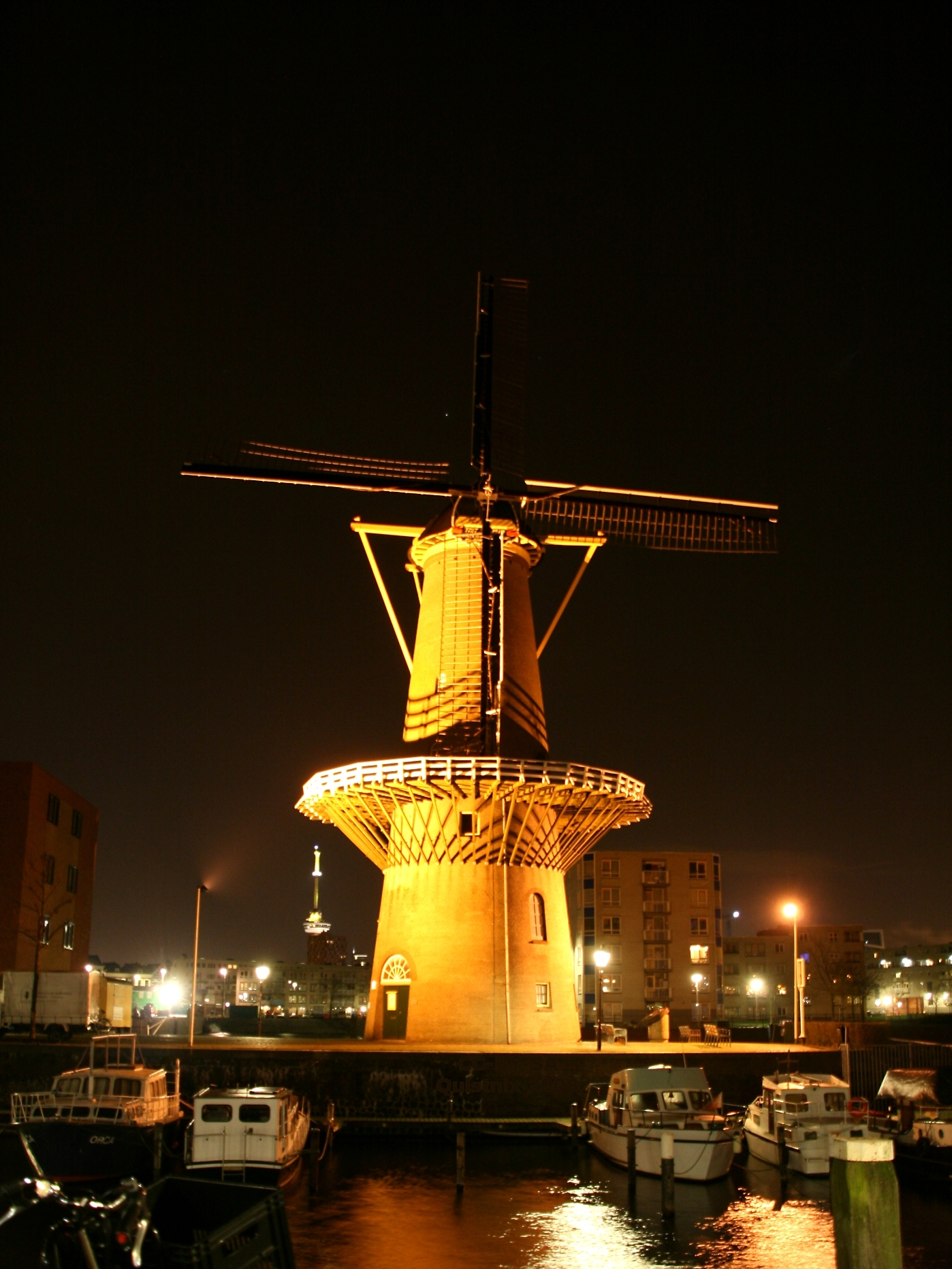
's Avonds is de molen verlicht
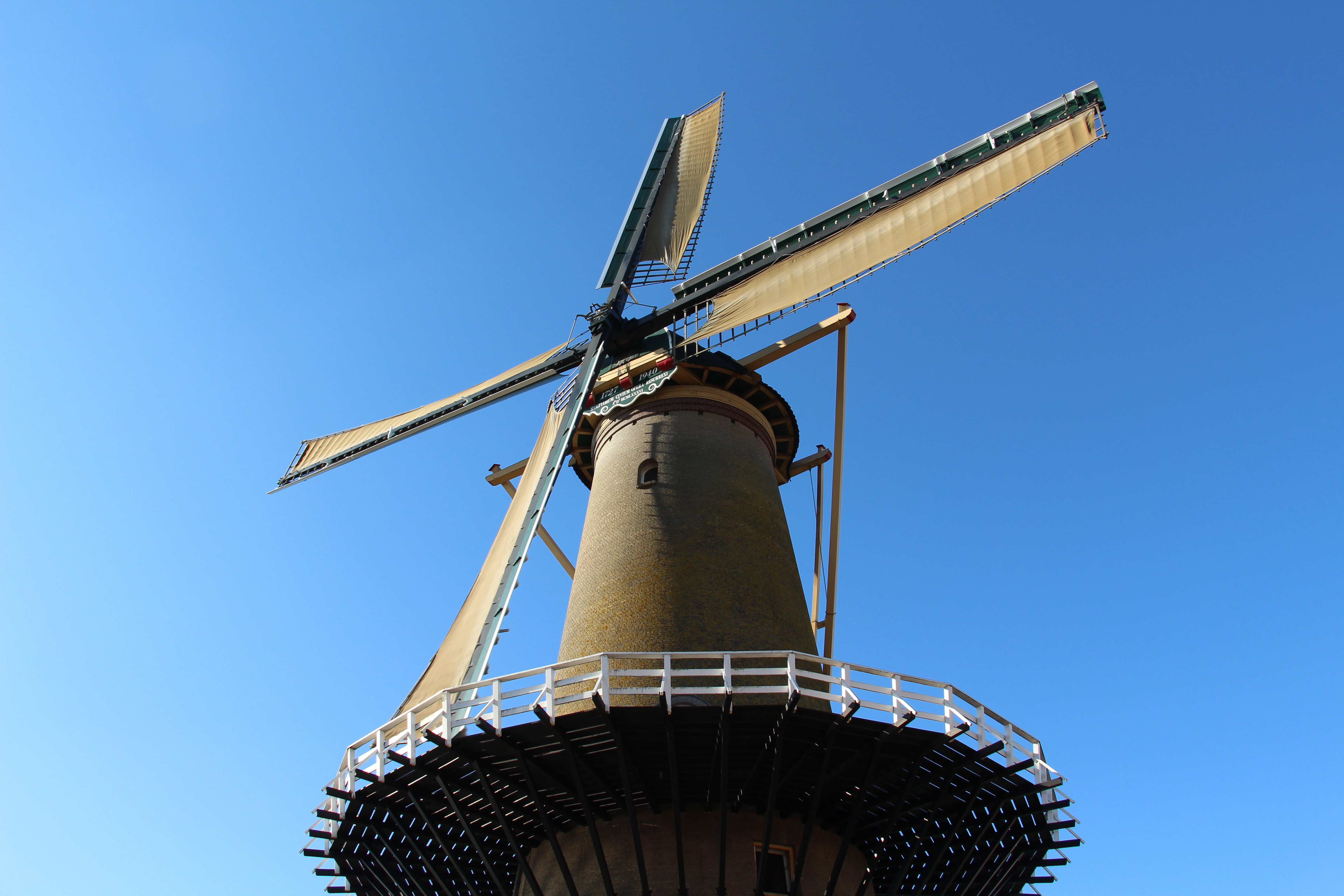
Onderaanzicht

De Distilleerketel · De Hoop Rozenburg · De Lelie · De Nieuwlandse Molen · De Prinsenmolen · De Speelman · De Ster · De Vier Winden · De Zandweg

Voormalige molens

De Arend · De Bartholomeus Everardus · De Blauwe Molen · De Bok · De Bosland · Boezemmolen Nummer 1 · Boezemmolen Nummer 2 · Boezemmolen Nummer 3 · Boezemmolen Nummer 4 · Boezemmolen Nummer 5 · Boezemmolen Nummer 6 · Boezemmolen Nummer 7 · De Ceres · De Cornelis · De Francina · De Goudsblom · De Graankorrel · De Gravenlust · De Haas · Het Zeeuwse Wapen · Hoekmolen · De Hoop Delfshaven · De Hoop IJsselmonde · De Hoop Kralingen · De Hoop Overschie · De Hoop Rotterdam · De Kiesheidschemolen · De Kievit · De Korenaar · De Korenmolen · Kostverlorenmolen · Het Lam · Laantjesmolen · De Liefde · De Lokhorstermolen · De Maria · De Meerkoet · De Naarstigheid · De Noord · Oost-Blommersdijkse Molen · De Oranjeboom · De Pelikaan · Pendrechtse Molen · De Pomp · De Phoenix · De Reus · De Roode Leeuw · Rubroekse Molen · De Schulp · De Valk · Het Vertrouwen · De Vlaggeman · De Waakzaamheid · De Zuid · De Zwaan